# Béla Sárosi
Béla Sárosi (Budapeste, 15 de maio de 1919 - 15 de junho de 1993) foi um futebolista e treinador húngaro. 

## Carreira
Béla Sárosi fez parte do elenco da Seleção Húngara de Futebol das Copas do Mundo de 1938.

## Ligações Externas
- Perfil em Fifa.com (em inglês)